# 神都薬品
神都薬品株式会社（しんとやくひん）は、かつて宮崎県宮崎市橘通5-105に本社を置き、主として医療用医薬品卸売業を営んでいた会社である。 現在は葦の会グループ「アステム」である。

## 概要
- 代表取締役社長　小野健三郎
- 取引銀行　日向興業銀行・橘支店
- 決算期　3月

## 沿革
- 昭和33年8月 三共・田辺製薬の仲介により大分県の「吉村薬品」に譲渡
  - 資本金250万円で「宮崎吉村薬品株式会社」に商号変更

## 主要取引メーカー
- 三共
- 田辺製薬（現:田辺三菱製薬）